# إيرني هغ
إيرني هغ (بالإنجليزية: Ernie Hug)‏ هو لاعب كرة قدم أسترالية أسترالي، ولد في 4 مارس 1944، وتوفي في 17 يونيو 1978 في Heyfield, Victoria ‏ في أستراليا.

## وصلات خارجية
- إيرني هغ على موقع AustralianFootball.com (الإنجليزية)
- إيرني هغ على موقع AFLtables.com (الإنجليزية)